# Chiesa dei Santi Pietro e Paolo (Varese)
La chiesa dei santi Pietro e Paolo è una chiesa cattolica parrocchiale situata nella città italiana di Varese, in Lombardia, nel quartiere di Biumo Inferiore.

## Storia
La costruzione iniziò nel XVI secolo, venendo consacrata da Carlo Borromeo nel 1571, ricoprendo il ruolo di sede della scuola della dottrina cristiana.
Ampliata nel 1960 in risposta al crescente numero di abitanti della zona, il nuovo edificio venne affiancato al precedente esistente, e consacrato nel 1974 da Giovanni Colombo.

## Decorazione
L'edificio si presenta a navata unica con quattro cappelle laterali e abside semicircolare.
Sull'altare della cappella di destra, entro una cornice lignea è la tela con L'incredulità di s. Tommaso, firmata Giovan Mauro della Rovere, detto il Fiamminghino, e datata 1621.
La decorazione ad affresco fu eseguita nel Settecento dal pittore valtellinese Giacomo Pallavicino, detto Gianolo (Caspiano di Civo, SO, 1660 - Milano 1729), che eseguì nella volta della navata San Pietro in gloria, ai lati del presbiterio Cristo consegna le chiavi a San Pietro e Conversione di San Paolo.